# MYST
『MYST』（ミスト）は、1993年9月24日にアメリカ合衆国のブローダーバンドから発売されたClassic Mac OSおよびWindows 3.x用3Dアドベンチャーゲーム。
同社による『MYSTシリーズ』第1作目。ミスト島を舞台にプレイヤーは本の中の世界「MYST島」に迷い込んだ旅人として、ミスト島とそこに隠されたさらに4冊の本の中の世界を冒険し、この世界の謎を探索する。CGプリレンダリングで製作された静止画や動画による美麗な画面、独特の世界観と難解な謎解きが特徴。
開発はアメリカ合衆国の Cyan（サイアン）が行い、同社の創業者であるランド・ミラーおよびロビン・ミラーの兄弟を中心とする7人のスタッフによって製作された。セガサターンやPlayStationなどの家庭用ゲーム機や、PlayStation PortableやニンテンドーDSなどの携帯型ゲーム機など様々なプラットフォームに移植されている。

## ゲーム内容
シリーズ第1作目で、後に多くの続編が製作された。操作はマウスカーソルとクリックのみで行う。視界の上下左右の端をクリックすれば視点が変わり、入れる場所をクリックするとその場所に移動し、仕掛けのある場所をクリックすると仕掛けが動くといったシンプルな操作。自力で全ての謎を解くには、紙のメモや相当の想像力や機転が求められる。また、登場する3人の男は全員、開発チームのメンバーである。
最初は1993年にClassic Mac OS向けゲームとしてHyperCardで製作され、その後Windowsなどに移植された。プリレンダリングされた3D画像をスライドショー式に表示することで、当時のPCの性能で美しい三次元空間を演出することに成功していた。また止め絵を表示するだけでなく、ギミックのある箇所はQuickTimeによって動画を表示することで、リアルさを増していた。加えて、ゲームのコンセプトも斬新であり、日本も含め世界中で大ヒットを記録した。
日本では1994年にインタープログからClassic Mac OS用とWindows用の各日本語版が発売された。

## ストーリー
※実際エンドは複数あるがこれはそのうちの一つをストーリーとして認識したものである。
主人公（プレイヤー）は表紙に"MYST"と書かれた本を見つける。本の最初のページには島の地図の絵があり、突如として動きはじめる。絵の視点は島を一周し、桟橋が見えるあたりで停止し、主人公は本の中の世界、MYST島に入り込んでしまう。ここが何処なのか、これから何をすればよいのか、主人公は島の探索を始める。
オリジナルの説明書によると、本を読み、すべての記述から島の世界の詳述を見つけ、手を最終ページに置くとその世界に飛ぶとされている。しかしゲーム中の出来事は下記のように異なる。
主人公が島の図書館を探索すると別々の場所に赤と青の2冊の本があった。本を開くと、ページの枠内が動き始め、何かを喋っている男の顔が現れる。2冊の本にはそれぞれ違う男が映し出され、片方はシーラス、片方はアクナーと名乗った。彼らは、本の中から赤のページと青のページを主人公に要求する。彼らは本の中に囚われており、欠けた4枚のページを本に戻せば本から出られるのだという。MYST島にはさらに別の『時代』へ入れる4冊の本が隠されており、主人公は失われたページを手に入れるため本を探し、セレーネ時代・ストーンシップ時代・メカニック時代・チャネルウッド時代を探索する。
この"MYST"という本はアトラスという名の作家によって書かれたものだった。彼が父から習った方法で書かれた書物は実際にその中に入って自分自身が体験できるという特別なもので、アトラスはこの特別な力が強欲な者に利用されないように罠として「赤の本」と「青の本」（両方とも牢獄の本。誰かがその本に触れない限り外に出ることが出来ない。）を制作したが、欲にとらわれた彼の息子シーラスとアクナーがこの罠に掛かってしまった。2人の息子が罠に囚われる前にアトラス自身も息子によって「緑の本」に幽閉されてしまう。
アトラスの息子に6枚目のページを渡さずに「白のページ」を持って緑の本に映るアトラスに触れると、主人公は本の中のアトラスの書斎に移動する。アトラスは「私は、息子達が想像もつかないような強大な敵と戦っている。その時が来たら君にも協力して欲しい」と言い残し去っていく。アトラスから渡された「MYSTの本」に触れると、主人公は再びMYST島の図書館に立っていた。赤の本と青の本があった場所には、何かが燃えた跡だけが残されていた。

## 他機種版
| No. | タイトル                  | 発売日                                     | 対応機種                                                 | 開発元                | 発売元                           | メディア                            | 型式                             | 備考 | 出典  |
| --- | ------------------------- | ------------------------------------------ | -------------------------------------------------------- | --------------------- | -------------------------------- | ----------------------------------- | -------------------------------- | --- | ----- |
| 1   | MYST                      | 1994年11月22日 1995年8月9日 1995年10月6日  | セガサターン                                             | サンソフト            | サンソフト アクレイム サンソフト | CD-ROM                              | T-1501G T-8101H MK81081-50       | 最初の「ミスト島・発電室」に入ると動作が停止し、 画面いっぱいにプログラム文が表示されるという不具合があった。 これは初期に出荷された機種のみに発生する。 |       |
| 2   | MYST                      | 1995年1月27日 1996年9月30日 1996年11月15日 | PlayStation                                              | アルファ・システム    | ソフトバンク Psygnosis           | CD-ROM                              | SLPS-00024 SCUS-94602 SLES-00218 | |       |
| 3   | MYST                      | 1995年3月17日 1995年4月14日                | 3DO                                                      | マイクロキャビン      | パナソニック マイクロキャビン    | CD-ROM                              | FZ-SM0204                        | |       |
| 4   | MYST                      | 1995年12月14日 1995年                      | Atari Jaguar                                             | アタリ                | アタリ                           | CD-ROM                              | J9069E                           | |       |
| 5   | MYST                      | 1995年                                     | Windows                                                  | Cyan                  | Mindscape                        | CD-ROM                              | -                                | |       |
| 6   | MYST                      | 1996年                                     | CD-i                                                     | Ledge Multimedia      | フィリップス・メディア           | CD-ROM                              | -                                | |       |
| 7   | MYST                      | 1997年                                     | AmigaOS                                                  | clickBOOM Interactive | PXL computers                    | CD-ROM                              | -                                | |       |
| 8   | PlayStation the Best MYST | 1997年3月28日                              | PlayStation                                              | アルファ・システム    | ソフトバンク                     | CD-ROM                              | SLPS-91023                       | 廉価版 |       |
| 9   | PlayStation the Best MYST | 1998年12月26日                             | PlayStation                                              | アルファ・システム    | サイバーフロント                 | CD-ROM                              | SLPS-91123                       | 廉価版 |       |
| 10  | value 1500 MYST           | 2000年8月3日                               | PlayStation                                              | アルファ・システム    | サンソフト                       | CD-ROM                              | SLPS-02924                       | 廉価版 |       |
| 11  | MYST                      | 2006年6月15日 2006年10月20日               | PlayStation Portable                                     | Hoplite Research      | セガ ミッドウェイゲームズ        | UMD                                 | ULJM-05094                       | 日本では発売日が4月20日から6月15日に変更された |       |
| 12  | MYST                      | 2007年11月30日                             | ニンテンドーDS                                           | Hoplite Research      | ミッドウェイゲームス             | DSカード                            | -                                | |       |
| 13  | MYST                      | INT 2009年5月3日                           | iPhone (iOS)                                             | Cyan Worlds           | Cyan Worlds                      | ダウンロード                        | -                                | |       |
| 14  | MYST                      | 2012年2月8日                               | PlayStation 3 PlayStation Portable (PlayStation Network) | アルファ・システム    | サンソフト                       | ダウンロード （ゲームアーカイブス） | -                                | PlayStation版の移植 | [ 5 ] |
| 15  | MYST                      | 2012年8月28日                              | PlayStation Vita (PlayStation Network)                   | アルファ・システム    | サンソフト                       | ダウンロード （ゲームアーカイブス） | -                                | PlayStation版の移植 |       |
| 16  | MYST                      | 2012年10月5日 2012年10月26日               | ニンテンドー3DS                                          | Cyan Worlds           | Funbox Media Maximum Games       | 3DSカード                           | -                                | |       |
| 17  | MYST（リメイク版）        | 2021年8月26日 2021年8月27日                | PC Xbox Series X/S Xbox One Oculus                       | Cyan Worlds           | Cyan Worlds                      | ダウンロード                        | ‐                                | 初代MYSTのリメイク版 |       |

## スタッフ
- デザイン、ディレクター、ビデオ&ムービー・エディティング：ランド・ミラー（英語版）、ロビン・ミラー（英語版）
- グラフィック、アニメーション：ロビン・ミラー、チャック・カーター（英語版）
- 環境サウンド・デザイン、効果音：クリストファー・ブランドカンプ
- 楽譜：ロビン・ミラー
- プロデューサー：ローリー・ストランド
- プロダクション・アシスタント、アルファ・テスティング：ボニー・マクドウォル
- アシスタント・プロダクト・マネージャー：マット・オハラ
- シニア・マーケティング・マネージャー：ブルース・フリードリックス
- マーケティング・コーディネーター：マイア・ステンゲランド
- QAリード・テクニシャン：ジョン・クローウェル
- マニュアル：ランド・ミラー、ローリー・ストランド、マット・オハラ

## 評価、影響
『ドラゴンクエストシリーズ』の制作者の堀井雄二、山名学の両名が本作に熱中した影響により、PlayStation用ソフト『ドラゴンクエストVII エデンの戦士たち』（2000年）の冒頭は戦闘が無く、謎解きがメインの構成となった。
セガサターン版
ゲーム誌『ファミコン通信』の「クロスレビュー」では、7・6・7・5の合計25点（満40点）、『SATURN FAN』の読者投票による「ゲーム通信簿」での評価は以下の通り、21.6点（満30点）となった。
| 項目 | キャラクタ | 音楽 | お買得度 | 操作性 | 熱中度 | オリジナリティ | 総合 |
| 得点 | 3.3        | 3.1  | 3.1      | 3.0    | 3.1    | 3.7            | 21.6 |
PlayStation版
ゲーム誌『ファミコン通信』の「クロスレビュー」では、7・7・7・8の合計29点（満40点）、『PlayStation Magazine』の読者投票による「ゲーム通信簿」での評価は以下の通り、21.0点（満30点）となった。
| 項目 | キャラクタ | 音楽 | お買得度 | 操作性 | 熱中度 | オリジナリティ | 総合 |
| 得点 | 3.2        | 3.9  | 3.2      | 3.3    | 3.6    | 3.9            | 21.0 |

## 続編

### 『Riven: The Sequel to Myst』
1998年に発売された続編。CD-ROM5枚組で、動画をふんだんに取り入れた。基本的な操作は変わっていないが、動画と人物を組み込んだことでよりドラマティックな作品に仕上がっている。映像は前作を大きく上回り、移動範囲が広がって謎解きの複雑さも増した。日本ではSME・インターメディアおよびエニックス（現スクウェア・エニックス）から発売。
その上がりすぎた謎解きの難易度や前作の静寂なイメージから変化した一部の雰囲気など不評もあった。さらに謎を解くために島同士を何度もを行ったり来たりしなければならず、探検する島ごとに異なるCD-ROMが必要になるため、プレーヤーはその都度CDを入れ替える必要があった。その上、隣りの島へと移動するたびに大掛かりなイベントシーンが繰り返される。このシーンはスキップすることが可能。
後にDVD-ROM版も発売され、DVD-ROM1枚でのプレイが可能となったが、日本語版は発売されていない。2013年、サンソフトより日本語版がiOS向けにリリースされた。難点だったCD入れ替えの必要が無い。

### 『Myst III: Exile』
2001年に発売された3作目。前作に引き続き、WindowsおよびMacに対応している。360度のプリレンダされた画像をマウスの操作で見渡すことができる新システムの採用で、前作にも増して映像・演出が発展した。また、比較的低スペックなPCでも快適に動作するように設計されている。後にMicrosoft社のXboxやPlayStation 2にも移植された。ゲームソフト初の5.1chサラウンドシステムの導入により、「Xboxユーザーはいままで体験したことのない音と映像の世界を手にした」と評された。
なお、本作品の製作はPresto Studios（en:Presto Studios）である。また、『ロード・オブ・ザ・リング/二つの塔』で蛇の舌グリマ役を演じたブラッド・ドゥーリフが出演している。

### 『Myst IV: Revelation』
シリーズ4作目。PC向けには既に日本でも発売されているが、日本の家庭用ゲーム機向けにはまだ発売されていない。

### 『Myst V: End of Ages』
シリーズ5作目にして完結編。日本では2005年9月に発売された。従来のプリレンダリングCG表示に代わり、1人称視点のリアルタイムレンダリングとなった。移動場所の固定された従来のMYST的な操作の他に、移動場所を固定せず自由に歩き回ることの出来るモードも備えている。

### 『realMyst』
2001年12月、パソコン用ソフトとして発売された。ストーリーは1作目とまったく同じだが、新しく「ライム時代」が追加されている。周囲の物体はリアルタイムレンダリングによる3DCGになっており、1人称視点で世界を自由に歩き回れるようになっている。

### 『Uru: Ages Beyond Myst』
シリーズ中で語られているドニ文明を本格的に旅するMYSTシリーズの外伝に位置する作品。『realMYST』同様リアルタイムレンダリングが採用され、自由に歩き回れるようになっている。2003年発売。
当初はMMORPGとして企画・製作され、シナリオが追加されていく予定だったが、最終的にはシングルプレイ用として発売された。MMOを想定していたため、他のシリーズと違い3人称視点となっている。1人称視点でもプレイ可。
拡張パック「To D'ni」「The Path of the Shell」が発表され、シリーズ作品中最大のボリュームとなった。日本では2005年2月に「Ages Beyond Myst」「To D'ni」「The Path of the Shell」の三本が収められた『Uru: Complete Chronicles』が発売された。物語の時間的には『Myst V: End of Ages』より少し前の話と推測される。
その後、2007年にはネットワーク対応版として『Uru Live』がリリースされたものの採算が取れず、2008年にはサービス停止となる。
2010年2月『Myst Online: Uru Live (again)』が公開される。こちらはクライアントを無料でダウンロードでき、課金もされない完全無料のネットワークゲームとなった。